# Peter Verhalen
P. Peter Verhalen O.Cist (Dallas, Texas, Amerikai Egyesült Államok, 1955–) ciszterci szerzetespap,  a Ciszterci Rend Zirci Kongregációjának Our Lady of Dallas apátságának első amerikai származású apátja, 2012-től.

## Élete
P. Peter Verhalen Texasban született, 1955-ben. Iskolai tanulmányait Ciszterci Rend Zirci Kongregációjának Our Lady of Dallas apátsága által fenntartott Cistercian Prepschool-ban végezte el 1973-ban. A ciszterci rendbe 1975-ben lépett be. Egyetemi tanulmányokat az University of Dallas, Irving, Texas, valamint University of Texas at Arlington, Arlington, Texas, illetve University of Washington, Seattle, Washington folytatott. 
Ünnepélyes örökfogadalmát 1980-ban tette le, s még ugyanebben az évben pappá szentelték.
A Cistercian Prepschool-ban kezdett tanítani, 1989, 1997, és 2003-ban osztályvezető tanár (Form Master for Class). Latint és hittant oktat. Farkasfalvy Dénestől vette át az iskola vezetését. 2012. február 15-én apáttá választják a kánoni kort (75 év) betöltött Farkasfalvy Dénes apát úr helyett. Apáti benediktálását Kevin Farrell dallasi püspök végezte.